# Нарсісо Фернандес де Ередія
Нарсісо Фернандес де Ередія-і-Бегінес де Лос-Ріос, 2-й граф Ередія-Спінола, 2-й граф Офалія (ісп. Narciso Fernández de Heredia y Begines de los Ríos; 11 вересня 1775 — 8 вересня 1847) — іспанський дипломат і політик, міністр закордонних справ, двічі очолював іспанський уряд.